# Nikolai Suetin
Nikolai Suetin (în original, în rusă, Николай Суетин, n. 1897 – d. 1954) a fost unul dintre cei mai importanți artiști plastici ruși ai Avangardei ruse și al suprematismului.  Lucrările sale cele mai notabile sunt în domeniile graficii, designului și al ceramicii.
Suetin a studiat la Institul de artă din Vitebsk, între 1918 și 1922, cu Kazimir Malevici, fondatorul Suprematismului, una din mișcările timpurii ale artei abstracte bazată pe forme geometrice „non-obiective.”

## UNOVIS și Art Deco
În anii 1920, artistul a participat la diferite expoziții, incluzând cele organizate de grupul UNOVIS. Printre cele mai semnificative participării se pot menționa cele interne de la Vitebsk (în 1920 și 1921), Moscova (1921, 1922 și 1929) și Petrograd, respectiv la expoziții internaționale  așa cum au fost cea din 1925 de la Paris, celebra Exposition Internationale des Arts Décoratifs et Industriels Modernes, cea care generat denumirea curentului artistic preponderent al deceniilor 1920 și 1930 din lumea vestică, Art Deco. Revenit pe tărâm intern, Suetin participă la Expoziția porțelanului sovietic (1926 și 1927), respectiv la prima ediție din Leningrad a artiștilor sovietici expuși în muzeele rusești.

## Ceramist
Din 1923, Suetin a locuit la Petrograd și a lucrat la Fabrica de stat de ceramică Lomonosov (între 1922 și 1924), respectiv la Fabrica de porțelan din Novgorod (între 1924 și 1925). Suetin a fost membru al GINKhUK (Institutul de stat pentru cultură și artă) între 1923 și 1926, unde a lucrat în labortorul experimental; ulterior a lucrat la Institutul de istorie a artei, din 1927 până în 1930.
Din 1932 a fost șef designer al laboratorului fabricii de porțelan Lomonossov din Leningrad, unde a continuat pentru un deceniu munca sa artistică utilizând modele și motive de avangardă. Ulterior a lucrat ca ilustrator de cărți și designer de expoziții, unde a continuat stilul său de avangardă, în ciuda alunecării continue a țării pe pantele realismului socialist.

## Expozițiile mondiale din 1937 și 1939
În calitatea sa de artist șef al pavilioanelor sovietice de la două expoziții mondiale, cea din Paris (1937) și cea din New York City (1939), Suetin a fost responsabil cu designarea ansamblului, dar și cu decorarea unor interioare. Spre exemplu, la Expoziția mondială din Paris a lucrat la decorarea pavilionului Uniunii Sovietice, realizat în stil stalinist de către Boris Iofan, repetând supervizarea și expertiza sa și la expoziția ținută în Lumea Nouă, doi ani mai târziu, la New York City.